# Harting (Regensburg)

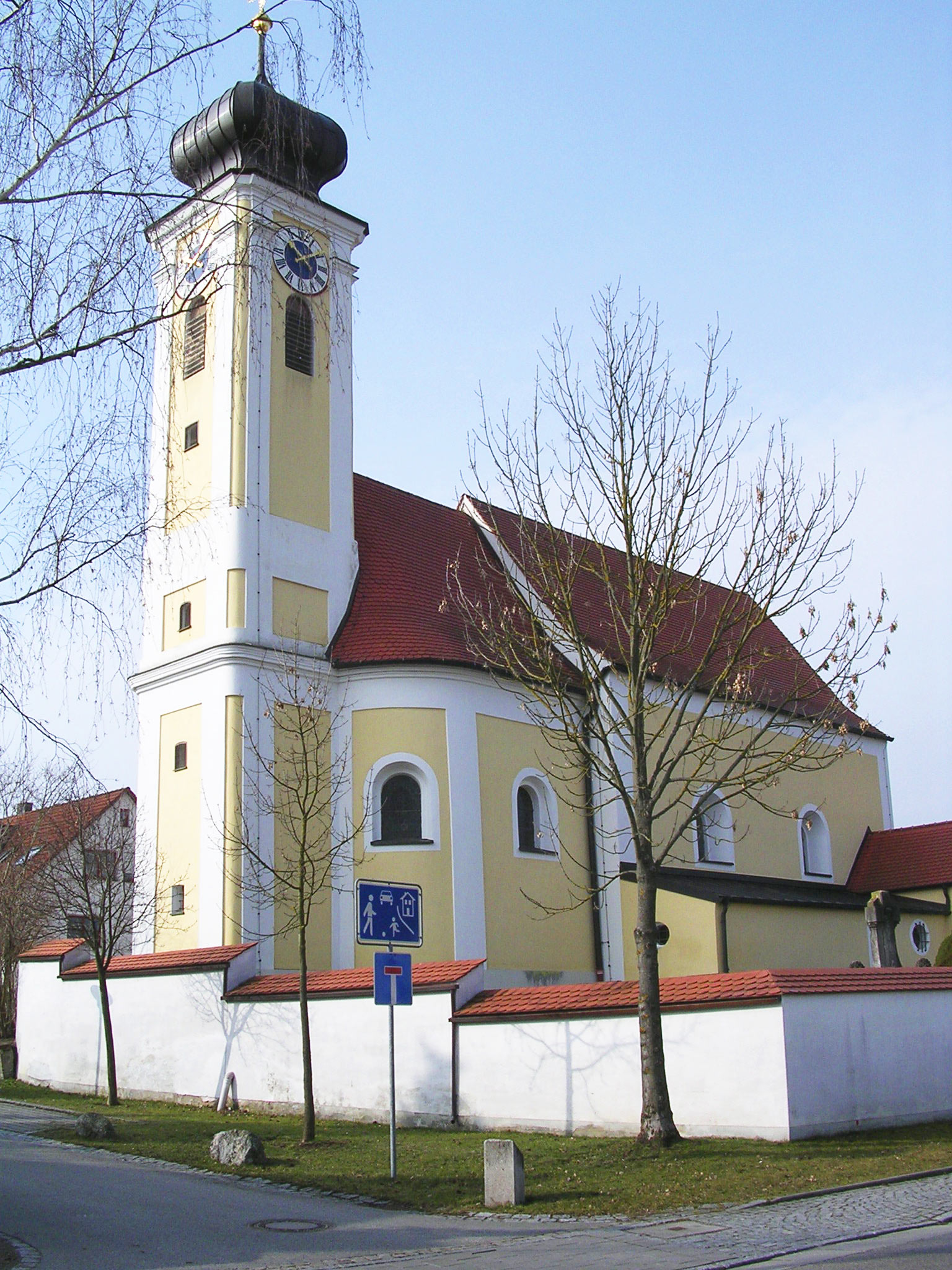
Hartinger Kirche St. Coloman

Harting ist eine frühere Gemeinde im Landkreis Regensburg und gehört heute als Ortsteil zum Stadtbezirk 18 Burgweinting-Harting von Regensburg, der Hauptstadt des bayerischen Regierungsbezirks Oberpfalz.

## Geschichte
Der Name Hart-ing lässt darauf schließen, dass der Ort die Gründung eines Harto war. Erste Erwähnungen gab es bereits im 9. Jahrhundert.
Bis zur Säkularisation 1803 war die Hartinger Kirche Teil des Reichsstifts St. Emmeram, dessen Mönchen die gesamte Seelsorge oblag. Mit dem Reichsdeputationshauptschluss von 1803 fiel der Ort zunächst an das Fürstentum Regensburg Karl Theodor von Dalbergs und nur sieben Jahre später, 1810, an Bayern. Ab 1818 gab es in der „Ruralgemeinde“ Harting einen gewählten Gemeindevorsteher – später Bürgermeister genannt.
Zum 1. Januar 1977 wurde die Gemeinde im Zuge der Gemeindegebietsreform in die Stadt Regensburg eingemeindet und ist seither Teil der Stadtbezirks Burgweinting-Harting.
Nach der Eingemeindung erfolgte Anfang der 1980er Jahre der Bau des BMW-Werks Regensburg auf dem Gebiet der ehemaligen Gemeinde Harting. Auf diesem Gelände wurden infolge der Baumaßnahmen Überreste einer neolithischen Siedlung gefunden. Diese sind im Archäologischen Museum im BMW-Werk ausgestellt.

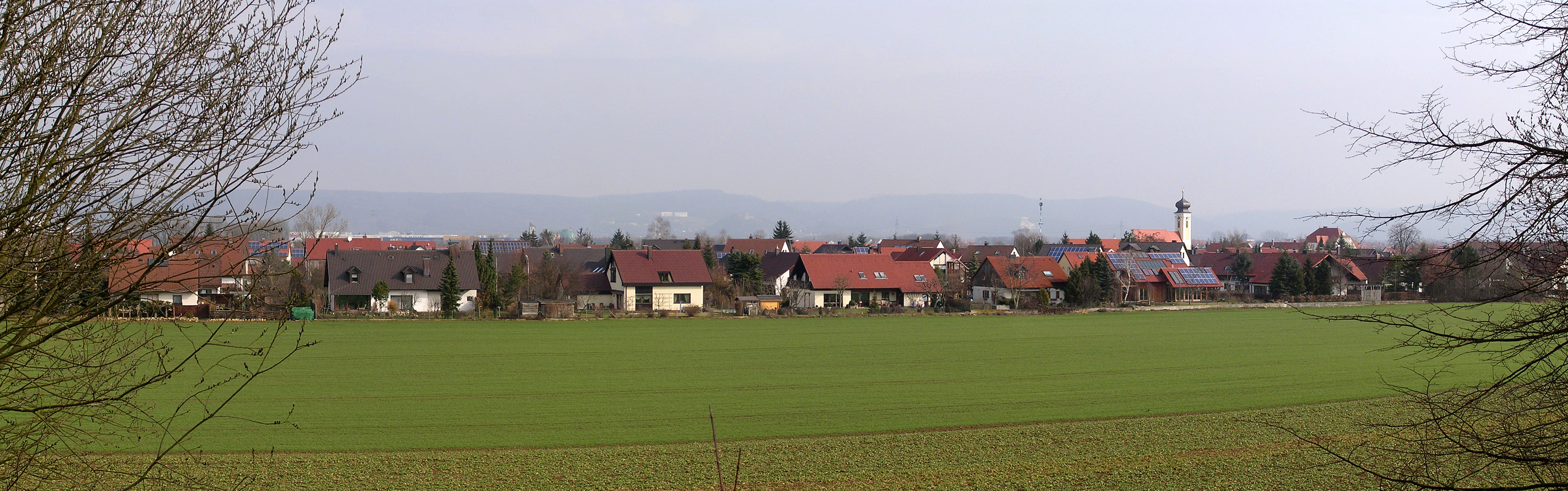
Harting vom BMW-Wall gesehen

## Kirchen
Zentrum Hartings ist die im Kern romanische Kirche St. Coloman. Die Gemeinde ist als Filialkirche an die Pfarrei Burgweinting angeschlossen.

## Vereinsleben
In Harting existieren eine Gruppe des KDFB, eine Gruppe der KLJB, ein Skiclub, ein Obst- und Gartenbauverein (OGV) und der Schützenverein Turmfalke sowie örtliche Gruppen der CSU und SPD (letztere zusammen mit Burgweinting und Irl).

### Feuerwehr
Die Freiwillige Feuerwehr Harting wurde im Jahr 1880 gegründet und besitzt ein Löschgruppenfahrzeug 10/6 sowie ein Mannschaftstransportfahrzeug. Kommandant der Feuerwehr ist Reinhardt Frummet.

### Fußballverein
Der Fußballverein SV Harting wurde 1946 gegründet. Die Vereinsgründer waren Franz Karl sen., Xaver Treintl sen., Josef Graf, Otto Pielmeier, Georg Melzl, Kolomann Sailer und Josef Siegl. Es gibt 101 Fußballaktive, 34 in der Stockschießabteilung, 79 beim Tennis und 120 passive Mitglieder. Es bestehen zwei Herrenmannschaften, eine Spielgemeinschaft mit dem TSV Neutraubling in der B-Jugend und einige weitere Jugendmannschaften.